# Alphitonia pomaderroides
Alphitonia pomaderroides là một loài thực vật có hoa trong họ Táo. Loài này được (Fenzl) A.R.Bean mô tả khoa học đầu tiên năm 2006.